# قائمة إصدارات الطوابع البريدية في أبو ظبي
أدارت المملكة المتحدة العلاقات الخارجية لإمارات الساحل المتصالح نتيجة لمعاهدة «الاتفاقية الحصرية» لعام 1892، بما في ذلك إدارة البريد والبرق - حيث تكن هذه الإمارات منتمية للاتحاد البريدي العالمي. افتتحت حكومة الهند أول مكتب بريد في دبي في عام 1941. وفي عام 1948، وتولت إدارته وتشغيله الوكالات البريدية البريطانية في شرق شبه الجزيرة العربية، وهي شركة تابعة لمكتب البريد العام. كانت الطوابع في ذلك الوقت عبارة عن طوابع بريطانية مقابل رسوم إضافية بقيمة الروبية، حتى عام 1959، حيث أصدرت مجموعة من طوابع بريدية تحمل اسم «الإمارات المتصالحة» من دبي.
تنازلت المملكة المتحدة عن مسؤوليتها عن الأنظمة البريدية في الإمارات المتصالحة إلى الحكام المحليين في عام 1963م. لذا أصدرت إمارة أبو ظبي أول طوابعها البريدية في سنة 1964.

## إصدارات عام 1964
أصدرت أحد عشر طابعا، صمم السبعة الأولى المصمم ميشيل فارار بل وطبعت في دار هاريسون وأولاده، بينما صمم الأربعة الأخيرة كافاناغ وغوت وطبعت في برادبري ويلكنسون وشركاه.
التسلسل في الجدول حسب دليل سكوت للطوابع وهي مسبوقة بالرمز AB والذي يشير إلى إمارة أبو ظبي:
| تسلسل | تاريخ الإصدار | الوصف                                                                                 | الصورة | القيمة    |
| ----- | ------------- | ------------------------------------------------------------------------------------- | ------ | --------- |
| 1     | 30 مارس 1964  | طابع بلون أخضر يحمل صورة الشيخ شخبوط بن سلطان آل نهيان                                |        | 5 بيزات   |
| 2     | 30 مارس 1964  | طابع بلون بني يحمل صورة الشيخ شخبوط بن سلطان آل نهيان                                 |        | 15 بيزة   |
| 3     | 30 مارس 1964  | طابع بلون أزرق يحمل صورة الشيخ شخبوط بن سلطان آل نهيان                                |        | 20 بيزة   |
| 3a    | 30 مارس 1964  | طابع بلون أزرق باهت يحمل صورة الشيخ شخبوط بن سلطان آل نهيان                           |        | 20 بيزة   |
| 4     | 30 مارس 1964  | طابع بلون برتقالي يحمل صورة الشيخ شخبوط بن سلطان آل نهيان                             |        | 30 بيزة   |
| 5     | 30 مارس 1964  | طابع بلون بنفسجي يحمل صورة غزال وصورة الشيخ شخبوط بن سلطان آل نهيان                   |        | 40 بيزة   |
| 6     | 30 مارس 1964  | طابع بلون بني يحمل صورة غزال وصورة الشيخ شخبوط بن سلطان آل نهيان                      |        | 50 بيزة   |
| 7     | 30 مارس 1964  | طابع بلون رمادي يحمل صورة غزال وصورة الشيخ شخبوط بن سلطان آل نهيان                    |        | 75 بيزة   |
| 8     | 30 مارس 1964  | طابع بلون أخضر يحمل صورة قصر قديم ونخلة وصورة الشيخ شخبوط بن سلطان آل نهيان           |        | 1 روبية   |
| 9     | 30 مارس 1964  | طابع بلون رمادي يحمل صورة قصر قديم ونخلة وصورة الشيخ شخبوط بن سلطان آل نهيان          |        | 2 روبيتان |
| 10    | 30 مارس 1964  | طابع بلون أحمر قرمزي يحمل صورة برج بئر نفط وجملين وصورة الشيخ شخبوط بن سلطان آل نهيان |        | 5 روبيات  |
| 11    | 30 مارس 1964  | طابع بلون أزرق داكن يحمل صورة برج بئر نفط وجملين وصورة الشيخ شخبوط بن سلطان آل نهيان  |        | 10 روبيات |

## إصدارات عام 1965
أصدرت ثلاثة طوابع، تحمل صور صقور، وهي من تصميم فيكتور وايتلي وطبعت في مطابع هاريسون وأولاده.
| #  | تاريخ الإصدار | الوصف                                                                                 | الصورة | القيمة       |
| -- | ------------- | ------------------------------------------------------------------------------------- | ------ | ------------ |
| 12 | 30 مارس 1965  | طابع ملون بخلفية زرقاء فيه صورة صقر محمولا بيد ترتدي قفازا جلديا مخصصا لحمل الصقور    |        | 20 نايه بيزة |
| 13 | 30 مارس 1965  | طابع ملون بخلفية زرقاء فيه صورة صقر محمولا بيد ترتدي قفازا جلديا مخصصا لحمل الصقور    |        | 40 نايه بيزة |
| 14 | 30 مارس 1965  | طابع ملون بخلفية تركوازية فيه صورة صقر محمولا بيد ترتدي قفازا جلديا مخصصا لحمل الصقور |        | روبيتان      |

## إصدارات عام 1966
وشحت الطوابع الأحد عشر التي أصدرت عام 1964 بتعديل قيمتها باعتماد عملة الدينار البحريني والاستغناء عن الروبية الخليجية، مع شطب صورة الشيخ شخبوط بن سلطان آل نهيان الذي أزيح من حكم إمارة أبو ظبي في 6 أغسطس 1966 ويتولى الحكم أخوه الشيخ زايد بن سلطان آل نهيان.
| #   | تاريخ الإصدار | الوصف | الصورة                | القيمة السابقة | القيمة الجديدة |
| --- | ------------- | --- | --------------------- | -------------- | -------------- |
| 15  | 1 أكتوبر 1966 | طابع بلون أخضر يحمل صورة الشيخ شخبوط بن سلطان آل نهيان                                                                            |                       | 5 بيزات        | 5 فلوس         |
| 16  | 1 أكتوبر 1966 | طابع بلون بني يحمل صورة الشيخ شخبوط بن سلطان آل نهيان                                                                             |                       | 15 بيزة        | 15 فلس         |
| 17  | 1 أكتوبر 1966 | طابع بلون أزرق يحمل صورة الشيخ شخبوط بن سلطان آل نهيان                                                                            |                       | 20 بيزة        | 20 فلساً        |
| 17a | 1 أكتوبر 1966 | طابع بلون أزرق يحمل صورة الشيخ شخبوط بن سلطان آل نهيان، نسخة أخرى من الطابع السابق.                                               |                       | 20 بيزة        | 20 فلساً        |
| 17b | 1 أكتوبر 1966 | طابع بلون أزرق يحمل صورة الشيخ شخبوط بن سلطان آل نهيان، نسخة أخرى لكن بتوشيح مقلوب.                                               |                       | 20 بيزة        | 20 فلساً        |
| 18  | 1 أكتوبر 1966 | طابع بلون برتقالي يحمل صورة الشيخ شخبوط بن سلطان آل نهيان                                                                         |                       | 30 بيزة        | 30 فلساً        |
| 18b | 1 أكتوبر 1966 | طابع بلون برتقالي يحمل صورة الشيخ شخبوط بن سلطان آل نهيان، خطأ في القيمة، إذ أن المكتوب باللغة العربية "20 فلس" والمفروض "30 فلس" |                       | 30 بيزة        | 30 فلساً        |
| 19  | 1 أكتوبر 1966 | طابع بلون بنفسجي يحمل صورة غزال وصورة الشيخ شخبوط بن سلطان آل نهيان                                                               |                       | 40 بيزة        | 40 فلساً        |
| 20  | 1 أكتوبر 1966 | طابع بلون بني يحمل صورة غزال وصورة الشيخ شخبوط بن سلطان آل نهيان                                                                  |                       | 50 بيزة        | 50 فلساً        |
| 21  | 1 أكتوبر 1966 | طابع بلون رمادي يحمل صورة غزال وصورة الشيخ شخبوط بن سلطان آل نهيان                                                                |                       | 75 بيزة        | 75 فلساً        |
| 22  | 1 أكتوبر 1966 | طابع بلون أخضر يحمل صورة قصر قديم ونخلة وصورة الشيخ شخبوط بن سلطان آل نهيان                                                       |                       | 1 روبية        | 100 فلس        |
| 23  | 1 أكتوبر 1966 | طابع بلون رمادي يحمل صورة قصر قديم ونخلة وصورة الشيخ شخبوط بن سلطان آل نهيان                                                      |                       | 2 روبيتان      | 200 فلس        |
| 24  | 1 أكتوبر 1966 | طابع بلون أحمر قرمزي يحمل صورة برج بئر نفط وجملين وصورة الشيخ شخبوط بن سلطان آل نهيان                                             |                       | 5 روبيات       | 500 فلس        |
| 25  | 1 أكتوبر 1966 | طابع بلون أزرق داكن يحمل صورة برج بئر نفط وجملين وصورة الشيخ شخبوط بن سلطان آل نهيان                                              |                       | 10 روبيات      | 1 دينار        |
| 25a | 1 أكتوبر 1966 | طابع بلون أزرق داكن يحمل صورة برج بئر نفط وجملين وصورة الشيخ شخبوط بن سلطان آل نهيان، طابع بتوشيح مع نقطة إضافية                  | مكان الخطأ في التوشيح | 10 روبيات      | 1 دينار        |

## إصدارات عام 1967
أصدرت في عام 1967 مجموعتان من الطوابع ضمت 16 طابعا، طبعت في مطابع دو لا رو.
| #  | تاريخ الإصدار | الوصف | الصورة | القيمة     |
| -- | ------------- | --- | ------ | ---------- |
| 26 | 1 أبريل 1967  | طابع بإطار أخضر وفي الوسط علمين متقاطعين لإمارة أبو ظبي                                                                  |        | 5 فلوس     |
| 27 | 1 أبريل 1967  | طابع بإطار بني وفي الوسط علمين متقاطعين لإمارة أبو ظبي                                                                   |        | 15 فلساً    |
| 28 | 1 أبريل 1967  | طابع بإطار أزرق وفي الوسط علمين متقاطعين لإمارة أبو ظبي                                                                  |        | 20 فلساً    |
| 29 | 1 أبريل 1967  | طابع بإطار بنفسجي وفي الوسط علمين متقاطعين لإمارة أبو ظبي                                                                |        | 35 فلساً    |
| 30 | 1 أبريل 1967  | طابع بلون أخضر تظهر فيه صورة الشيخ زايد بن سلطان آل نهيان                                                                |        | 40 فلساً    |
| 31 | 1 أبريل 1967  | طابع بلون بني تظهر فيه صورة الشيخ زايد بن سلطان آل نهيان                                                                 |        | 50 فلساً    |
| 32 | 1 أبريل 1967  | طابع بلون ازرق تظهر فيه صورة الشيخ زايد بن سلطان آل نهيان                                                                |        | 60 فلساً    |
| 33 | 1 أبريل 1967  | طابع بلون وردي قرمزي تظهر فيه صورة الشيخ زايد بن سلطان آل نهيان                                                          |        | 100 فلس    |
| 34 | 1 أبريل 1967  | طابع بألوان متعددة يغلب عليه اللون الأصفر الليموني والبني تظهر فيه صورة الشيخ زايد بن سلطان آل نهيان وصورة غزال          |        | 125 فلساً   |
| 35 | 1 أبريل 1967  | طابع بألوان متعددة يغلب عليه اللونين الأزرق والبني تظهر فيه صورة الشيخ زايد بن سلطان آل نهيان وصورة صقر                  |        | 200 فلس    |
| 36 | 1 أبريل 1967  | طابع بألوان متعددة يغلب عليه اللونين الأزرق البنفسجي والبرتقالي تظهر فيه صورة الشيخ زايد بن سلطان آل نهيان وصورة قصر     |        | 500 فلس    |
| 37 | 1 أبريل 1967  | طابع بألوان متعددة يغلب عليه اللونين الأخضر المصفر والأزرق البنفسجي تظهر فيه صورة الشيخ زايد بن سلطان آل نهيان وصورة قصر |        | دينار واحد |
| 38 | 6 أغسطس 1967  | طابع بلون أخضر تظهر فيه صورة الشيخ زايد بن سلطان آل نهيان                                                                |        | 40 فلساً    |
| 39 | 6 أغسطس 1967  | طابع بلون بني تظهر فيه صورة الشيخ زايد بن سلطان آل نهيان                                                                 |        | 50 فلساً    |
| 40 | 6 أغسطس 1967  | طابع بلون أزرق تظهر فيه صورة الشيخ زايد بن سلطان آل نهيان                                                                |        | 60 فلساً    |
| 41 | 6 أغسطس 1967  | طابع بلون قرمزي تظهر فيه صورة الشيخ زايد بن سلطان آل نهيان                                                               |        | 100 فلس    |

### أخرى
تتوفر من هذه الإصدارات طوابع مالية كما في حالة الطابع التالي:

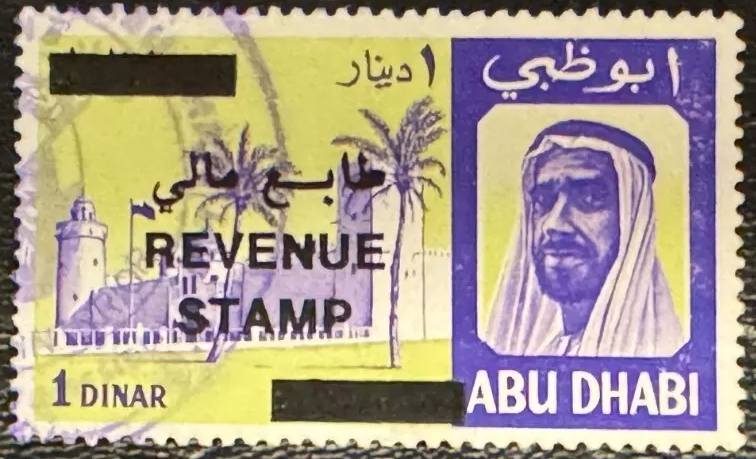
طابع مالي قيمته دينار واحد

## إصدارات عام 1968
أصدرت في عام 1968 مجموعتان من الطوابع ضمت 8 طوابع، وقد طبعت في مطابع هاريسون وأولاده:

### إصدار ذكرى حقوق الإنسان
أصدرت ثلاثة طوابع لمناسبة ذكرى حقوق الإنسان:
| #  | تاريخ الإصدار | الوصف                                                                           | الصورة | القيمة   |
| -- | ------------- | ------------------------------------------------------------------------------- | ------ | -------- |
| 42 | 1 أبريل 1968  | طابع ملون تظهر فيه صورة الشيخ زايد بن سلطان آل نهيان وعبارة "ذكرى حقوق الإنسان" |        | 35 فلساً  |
| 43 | 1 أبريل 1968  | طابع ملون تظهر فيه صورة الشيخ زايد بن سلطان آل نهيان وعبارة "ذكرى حقوق الإنسان" |        | 60 فلساً  |
| 44 | 1 أبريل 1968  | طابع ملون تظهر فيه صورة الشيخ زايد بن سلطان آل نهيان وعبارة "ذكرى حقوق الإنسان" |        | 150 فلساً |

### إصدار عيد الجلوس
أصدرت أربعة طوابع لمناسبة الذكرى الثانية لعيد الجلوس، وهي مناسبة تولي الشيخ زايد من سلطان آل نهيان حكم إمارة أبو ظبي، وقد طبعت في مطابع هاريسون وأولاده:
| #  | تاريخ الإصدار  | الوصف                                                                                                  | الصورة | القيمة   |
| -- | -------------- | --- | ------ | -------- |
| 45 | 6 أغسطس 1968   | طابع ملون بخلفية منقوشة خضراء فيه صورة الشيخ زايد بن سلطان آل نهيان وشعار إمارة أبو ظبي                |        | 5 فلوس   |
| 46 | 6 أغسطس 1968   | طابع ملون بخلفية منقوشة برتقالية فيه صورة الشيخ زايد بن سلطان آل نهيان وشعار إمارة أبو ظبي             |        | 10 فلوس  |
| 47 | 6 أغسطس 1968   | طابع ملون بخلفية منقوشة بنفسجية فيه صورة الشيخ زايد بن سلطان آل نهيان وشعار إمارة أبو ظبي              |        | 100 فلس  |
| 48 | 6 أغسطس 1968   | طابع ملون بخلفية منقوشة زرقاء فيه صورة الشيخ زايد بن سلطان آل نهيان وشعار إمارة أبو ظبي                |        | 125 فلساً |
| 49 | 17 ديسمبر 1968 | طابع ملون تظهر فيه صورة الشيخ زايد بن سلطان آل نهيان وصورة آليات مع عبارة "الذكرى الثانية لعيد الجلوس" |        | 5 فلوس   |

## إصدارات عام 1969
أصدرت في عام 1969 مجموعتان من الطوابع ضمت 7 طوابع، بالإضافة إلى طابع وشح بتغيير القيمة.

### إصدار الذكرى الثانية لعيد الجلوس
أصدرت ثلاثة طوابع لمناسبة الذكرى الثانية لعيد الجلوس، وقد طبعت في مطابع دو لا رو، الطابع الأول أصدر العام الماضي في 17 ديسمبر 1968، أما الطابعان الآخران:
| #  | تاريخ الإصدار | الوصف                                                                                                | الصورة | القيمة  |
| -- | ------------- | --- | ------ | ------- |
| 50 | 28 مارس 1969  | طابع ملون تظهر فيه صورة الشيخ زايد بن سلطان آل نهيان ومطار مع عبارة "الذكرى الثانية لعيد الجلوس"     |        | 10 فلوس |
| 51 | 28 مارس 1969  | طابع ملون تظهر فيه صورة الشيخ زايد بن سلطان آل نهيان وصقر وجسر مع عبارة "الذكرى الثانية لعيد الجلوس" |        | 35 فلساً |

### إصدار الذكرى الثالثة لعيد الجلوس
أصدرت أربعة طوابع لمناسبة الذكرى الثالثة لعيد الجلوس، وقد طبعت في مطابع دو لا رو:
| #  | تاريخ الإصدار | الوصف | الصورة | القيمة   |
| -- | ------------- | --- | ------ | -------- |
| 52 | 6 أغسطس 1969  | طابع ملون تظهر فيه صورة الشيخ زايد بن سلطان آل نهيان ومشاريع نفطية مع عبارة "ذكرى عيد الجلوس الثالثة 6 أغسطس 1969"                   |        | 35 فلساً  |
| 53 | 6 أغسطس 1969  | طابع ملون تظهر فيه صورة الشيخ زايد بن سلطان آل نهيان ومنصة نفطية بحرية وطائرة مروحية مع عبارة "ذكرى عيد الجلوس الثالثة 6 أغسطس 1969" |        | 60 فلساً  |
| 54 | 6 أغسطس 1969  | طابع ملون تظهر فيه صورة الشيخ زايد بن سلطان آل نهيان ومنصة فاصلة في حقل زاكوم مع عبارة "ذكرى عيد الجلوس الثالثة 6 أغسطس 1969"        |        | 125 فلساً |
| 55 | 6 أغسطس 1969  | طابع ملون تظهر فيه صورة الشيخ زايد بن سلطان آل نهيان وحقل خزانات نفطية مع عبارة "ذكرى عيد الجلوس الثالثة 6 أغسطس 1969"               |        | 200 فلس  |

### الإصدار الموشح
في الأصل طابع أصدار بتاريخ 1 أبريل 1967، وشح بتعديل قيمته:
| #   | تاريخ الإصدار  | الوصف                                                  | الصورة | القيمة السابقة | القيمة الجديدة | كمية الإصدار |
| --- | -------------- | ------------------------------------------------------ | ------ | -------------- | -------------- | ------------ |
| 55A | 13 ديسمبر 1969 | طابع بإطار بني وفي الوسط علمين متقاطعين لإمارة أبو ظبي |        | 15 فلساً        | 25 فلساً        | 20000        |

## إصدارات عام 1970
أصدرت في عام 1970 ثلاثة مجموعات من الطوابع ضمت 14 طابعًا.

### إصدار الشيخ زايد بن سلطان آل نهيان
أصدرت ثمانية طوابع تحمل صورة الشيخ زايد بن سلطان آل نهيان، وقد طبعت في مطابع دو لا رو:
| #  | تاريخ الإصدار | الوصف                                                 | الصورة | القيمة  |
| -- | ------------- | ----------------------------------------------------- | ------ | ------- |
| 56 | 1 أبريل 1970  | طابع ملون تظهر فيه صورة الشيخ زايد بن سلطان آل نهيان. |        | 5 فلوس  |
| 57 | 1 أبريل 1970  | طابع ملون تظهر فيه صورة الشيخ زايد بن سلطان آل نهيان. |        | 10 فلوس |
| 58 | 1 أبريل 1970  | طابع ملون تظهر فيه صورة الشيخ زايد بن سلطان آل نهيان. |        | 25 فلساً |
| 59 | 1 أبريل 1970  | طابع ملون تظهر فيه صورة الشيخ زايد بن سلطان آل نهيان. |        | 35 فلساً |
| 60 | 1 أبريل 1970  | طابع ملون تظهر فيه صورة الشيخ زايد بن سلطان آل نهيان. |        | 50 فلساً |
| 61 | 1 أبريل 1970  | طابع ملون تظهر فيه صورة الشيخ زايد بن سلطان آل نهيان. |        | 60 فلساً |
| 62 | 1 أبريل 1970  | طابع ملون تظهر فيه صورة الشيخ زايد بن سلطان آل نهيان. |        | 70 فلساً |
| 63 | 1 أبريل 1970  | طابع ملون تظهر فيه صورة الشيخ زايد بن سلطان آل نهيان. |        | 90 فلساً |

### إصدار مؤتمر إكسبو 70
أصدرت ثلاثة طوابع تذكارية لمؤتمر إكسبو 70 في أوساكا في اليابان، وقد طبعت في مطابع كيودو في اليابان:
| #  | تاريخ الإصدار | الوصف | الصورة | القيمة  |
| -- | ------------- | --- | ------ | ------- |
| 68 | 10 يونيو 1970 | طابع ملون تظهر فيه صورة الشيخ زايد بن سلطان آل نهيان وجبل فوجي مع عبارة باللغة اليابانية "日本万国博覧会記念" والتي تعني "طابع تذكاري لمعرض اليابان العالمي". |        | 25 فلساً |
| 69 | 10 يونيو 1970 | طابع ملون تظهر فيه صورة الشيخ زايد بن سلطان آل نهيان وجبل فوجي مع عبارة باللغة اليابانية "日本万国博覧会記念" والتي تعني "طابع تذكاري لمعرض اليابان العالمي". |        | 35 فلساً |
| 70 | 10 يونيو 1970 | طابع ملون تظهر فيه صورة الشيخ زايد بن سلطان آل نهيان وجبل فوجي مع عبارة باللغة اليابانية "日本万国博覧会記念" والتي تعني "طابع تذكاري لمعرض اليابان العالمي". |        | 60 فلساً |

### إصدار ذكرى عيد الجلوس وإكمال مطار أبو ظبي
أصدرت ثلاثة طوابع لمناسبة الذكرى الرابعة لعيد الجلوس وإكمال إنشاء مطار أبو ظبي، وقد طبعت في مطابع دو لا رو:
| #  | تاريخ الإصدار  | الوصف | الصورة | القيمة   |
| -- | -------------- | --- | ------ | -------- |
| 71 | 22 سبتمبر 1970 | طابع ملون تظهر فيه صورة الشيخ زايد بن سلطان آل نهيان ومنظر لمطار أبو ظبي، مع عبارة "ذكرى عيد الجلوس أغسطس 1970".      |        | 25 فلساً  |
| 72 | 22 سبتمبر 1970 | طابع ملون تظهر فيه صورة الشيخ زايد بن سلطان آل نهيان وصورة مدخل مطار أبو ظبي، مع عبارة "ذكرى عيد الجلوس أغسطس 1970".  |        | 60 فلساً  |
| 73 | 22 سبتمبر 1970 | طابع ملون تظهر فيه صورة الشيخ زايد بن سلطان آل نهيان وصورة جوية مدينة أبو ظبي، مع عبارة "ذكرى عيد الجلوس أغسطس 1970". |        | 150 فلساً |

## إصدارات عام 1971
أصدرت في عام 1971 ثلاثة مجموعات من الطوابع ضمت 10 طوابع بالإضافة إلى توشيح طابع بتغيير قيمته.

### إصدار الشيخ زايد بن سلطان آل نهيان المنوع
أصدرت أربع طوابع تحمل صورة الشيخ زايد بن سلطان آل نهيان مع صورة أخرى:
| #  | تاريخ الإصدار | الوصف                                                                    | الصورة | القيمة     |
| -- | ------------- | ------------------------------------------------------------------------ | ------ | ---------- |
| 64 | 18 يناير 1971 | طابع ملون تظهر فيه صورة الشيخ زايد بن سلطان آل نهيان وصورة حصان.         |        | 125 فلساً   |
| 65 | 18 يناير 1971 | طابع ملون تظهر فيه صورة الشيخ زايد بن سلطان آل نهيان وصورة غزال.         |        | 150 فلساً   |
| 66 | 18 يناير 1971 | طابع ملون تظهر فيه صورة الشيخ زايد بن سلطان آل نهيان وصورة قلعة الجاهلي. |        | 500 فلس    |
| 67 | 18 يناير 1971 | طابع ملون تظهر فيه صورة الشيخ زايد بن سلطان آل نهيان وصورة مسجد كبير.    |        | دينار واحد |

### إصدار جمال عبد الناصر
أصدر طابعان تذكاريان يحملان صورة جمال عبد الناصر:
| #  | تاريخ الإصدار | الوصف                                                   | الصورة | القيمة  |
| -- | ------------- | ------------------------------------------------------- | ------ | ------- |
| 74 | 3 مايو 1971   | طابع بلونين أسود ووردي تظهر فيه صورة جمال عبد الناصر.   |        | 25 فلساً |
| 75 | 3 مايو 1971   | طابع بلونين أسود وبنفسجي تظهر فيه صورة جمال عبد الناصر. |        | 35 فلساً |

### إصدار عيد الجلوس مع قطعات عسكرية
أصدرت أربع طوابع تحمل صورة الشيخ زايد بن سلطان آل نهيان مع صور قطعات عسكرية:
| #  | تاريخ الإصدار | الوصف | الصورة | القيمة     |
| -- | ------------- | --- | ------ | ---------- |
| 76 | 6 أغسطس 1971  | طابع ملون تظهر فيه صورة الشيخ زايد بن سلطان آل نهيان وصورة مركبات لاند روفر عسكرية مع عبارة "ذكرى عيد الجلوس أغسطس 1971".     |        | 125 فلساً   |
| 77 | 6 أغسطس 1971  | طابع ملون تظهر فيه صورة الشيخ زايد بن سلطان آل نهيان وصورة زورق دورية بني ياس العسكرية مع عبارة "ذكرى عيد الجلوس أغسطس 1971". |        | 150 فلساً   |
| 78 | 6 أغسطس 1971  | طابع ملون تظهر فيه صورة الشيخ زايد بن سلطان آل نهيان وصورة سيارة مدرسة مع عبارة "ذكرى عيد الجلوس أغسطس 1971".                 |        | 500 فلس    |
| 79 | 6 أغسطس 1971  | طابع ملون تظهر فيه صورة الشيخ زايد بن سلطان آل نهيان وصورة زورق دورية عسكرية مع عبارة "ذكرى عيد الجلوس أغسطس 1971".           |        | دينار واحد |

### إصدار الطابع الموشح
في 1 أبريل 1970 الماضي، طابع ملون تظهر فيه صورة الشيخ زايد بن سلطان آل نهيان.
| #  | تاريخ الإصدار | الوصف                                                 | الصورة | القيمة القديمة | القيمة الحالية |
| -- | ------------- | ----------------------------------------------------- | ------ | -------------- | -------------- |
| 80 | 8 ديسمبر 1971 | طابع ملون تظهر فيه صورة الشيخ زايد بن سلطان آل نهيان. |        | 50 فلساً        | 5 فلوس         |

## إصدارات عام 1972
أقر دستور الإمارات الاتحادي بشكل مبدئي مساء يوم 1 ديسمبر عام 1971. وفي صباح اليوم التالي بتاريخ 2 ديسمبر 1971 اجتمع حكام سبع إمارات في قصر الضيافة في دبي. ووافق أربعة من حكام الإمارات مشاركة إمارتي أبوظبي ودبي في هذا الاتحاد في حين لم يوافق حاكم رأس الخيمة في حينها. ووقع حكام أبوظبي ودبي والشارقة والفجيرة وأم القيوين وعجمان على الدستور مانحين الشرعية لقيام الاتحاد بينهم والاستقلال عن بريطانيا.
خرج أحمد خليفة السويدي -مستشار الشيخ زايد، وقد عين وزيرا للخارجية في أول تشكيل وزاري للدولة- ليعلن أمام رجال الإعلام عن قيام الاتحاد. ورفع علم الدولة في قصر الضيافة بدبي الذي يعرف اليوم باسم «بيت الاتحاد».
لذلك في سنة 1972، أصدر إصداران فقط، الأول تحمل طوابعه صورة قبة الصخرة ويحمل اسم "أبو ظبي الإمارات العربية المتحدة"، أما الإصدار الآخر فهو توشيح لطوابع أصدرت سابقا مع توشيح اسم إمارة أبو ظبي باسم "دولة الإمارات العربية المتحدة" وكذلك "UAE" باللغة الإنجليزية.

### إصدار قبة الصخرة
أصدرت ثلاث طوابع تحمل صورة قبة الصخرة في المسجد الأقصى في القدس:
| #  | تاريخ الإصدار | الوصف                                                             | الصورة | القيمة القديمة |
| -- | ------------- | ----------------------------------------------------------------- | ------ | -------------- |
| 81 | 3 يونيو 1972  | طابع ملون تظهر فيه صورة قبة الصخرة مع عبارة "قبة الصخرة المشرفة". |        | 35 فلساً        |
| 82 | 3 يونيو 1972  | طابع ملون تظهر فيه صورة قبة الصخرة مع عبارة "قبة الصخرة المشرفة". |        | 60 فلساً        |
| 83 | 3 يونيو 1972  | طابع ملون تظهر فيه صورة قبة الصخرة مع عبارة "قبة الصخرة المشرفة". |        | 125 فلساً       |

### إصدار الطوابع الموشحة باسم "دولة الإمارات العربية المتحدة"
اعتبارا من هذه سيكون التسلسل في الجدول حسب دليل سكوت للطوابع وهي مسبوقة بالرمز AE والذي يشير إلى الإمارات العربية المتحدة:

### إصدار الشيخ زايد بن سلطان آل نهيان
وشحت ثمان طوابع تحمل صورة الشيخ زايد بن سلطان آل نهيان باسم "دولة الإمارات العربية المتحدة" فوق اسم "أبو ظبي" وقد كانت قد أصدرت في 1 أبريل 1970، وكذلك وشحت أربع طوابع تحمل صورة الشيخ زايد بن سلطان آل نهيان مع صورة أخرى، وقد أصدرت بتاريخ 18 يناير 1971، وكذلك وشحت باسم "دولة الإمارات العربية المتحدة" فوق اسم "أبو ظبي":
| #  | تاريخ الإصدار | الوصف                                                                    | الصورة | القيمة     |
| -- | ------------- | ------------------------------------------------------------------------ | ------ | ---------- |
| 1  | 1 أغسطس 1972  | طابع ملون تظهر فيه صورة الشيخ زايد بن سلطان آل نهيان.                    |        | 5 فلوس     |
| 2  | 1 أغسطس 1972  | طابع ملون تظهر فيه صورة الشيخ زايد بن سلطان آل نهيان.                    |        | 10 فلوس    |
| 3  | 1 أغسطس 1972  | طابع ملون تظهر فيه صورة الشيخ زايد بن سلطان آل نهيان.                    |        | 25 فلساً    |
| 4  | 1 أغسطس 1972  | طابع ملون تظهر فيه صورة الشيخ زايد بن سلطان آل نهيان.                    |        | 35 فلساً    |
| 5  | 1 أغسطس 1972  | طابع ملون تظهر فيه صورة الشيخ زايد بن سلطان آل نهيان.                    |        | 50 فلساً    |
| 6  | 1 أغسطس 1972  | طابع ملون تظهر فيه صورة الشيخ زايد بن سلطان آل نهيان.                    |        | 60 فلساً    |
| 7  | 1 أغسطس 1972  | طابع ملون تظهر فيه صورة الشيخ زايد بن سلطان آل نهيان.                    |        | 70 فلساً    |
| 8  | 1 أغسطس 1972  | طابع ملون تظهر فيه صورة الشيخ زايد بن سلطان آل نهيان.                    |        | 90 فلساً    |
| 9  | 1 أغسطس 1972  | طابع ملون تظهر فيه صورة الشيخ زايد بن سلطان آل نهيان وصورة حصان.         |        | 125 فلساً   |
| 10 | 1 أغسطس 1972  | طابع ملون تظهر فيه صورة الشيخ زايد بن سلطان آل نهيان وصورة غزال.         |        | 150 فلساً   |
| 11 | 1 أغسطس 1972  | طابع ملون تظهر فيه صورة الشيخ زايد بن سلطان آل نهيان وصورة قلعة الجاهلي. |        | 500 فلس    |
| 12 | 1 أغسطس 1972  | طابع ملون تظهر فيه صورة الشيخ زايد بن سلطان آل نهيان وصورة مسجد كبير.    |        | دينار واحد |

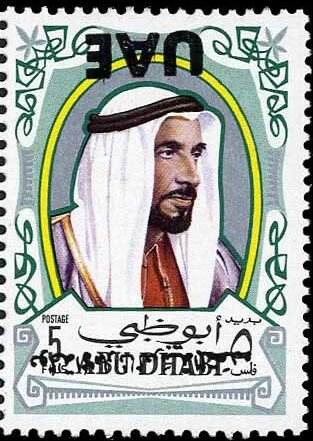
طابع من فئة 5 فلوس بتوشيح خاطئ مقلوب وهو غير مدرج في دليل سكوت للطوابع لكنه مدرج في دليل ميشيل للطوابع تحت الرمز (AE-AB 84K) وفي دليل طوابع ستانلي جيبونز تحت الرمز (AE-AB 84a).

### طوابع مالية
كما تتوفر طوابع مالية بقيمة اسمية تتراوح ما بين 100 فلس إلى دينار واحد، وثق استخدامها خلال عامي 1971 و1972.

## الملاحظات
1. ↑  اعتبر الدستور في تلك المرحلة مؤقتا لعدة اعتبارات منها تجربته على أرض الواقع. وأقر دستورًا دائمًا عام 1996 بتغييرات طفيفة.

## وصلات خارجية
- صفحة طوابع أبو ظبي على موقع كولنيكت.
- صفحة طوابع أبو ظبي على موقع دليل طوابع العالم.